# Callicostella perrotii
Callicostella perrotii là một loài rêu trong họ Pilotrichaceae. Loài này được (Renauld & Cardot ex Paris) Broth. mô tả khoa học đầu tiên năm 1907.